# Yauyos (provincie)
Yauyos is een provincie in de regio Lima in Peru. De provincie heeft een oppervlakte van 6.902 km² en heeft 27.459 inwoners (2015). De hoofdplaats van de provincie is het district Yauyos.
De provincie grenst in het noorden aan de provincie Huarochirí, in het oosten aan de regio's Junín en Huancavelica, in het zuiden aan de regio Ica en in het westen aan de provincie Cañete.

## Bestuurlijke indeling
De provincie Yauyos is onderverdeeld in 33 districten, UBIGEO tussen haakjes:
- (151002) Alis
- (151003) Ayauca
- (151004) Ayaviri
- (151005) Azángaro
- (151006) Cacra
- (151007) Carania
- (151008) Catahuasi
- (151009) Chocos
- (151010) Cochas
- (151011) Colonia
- (151012) Hongos
- (151013) Huampara
- (151014) Huancaya
- (151017) Huañec
- (151015) Huangascar
- (151016) Huantán
- (151018) Laraos
- (151019) Lincha
- (151020) Madean
- (151021) Miraflores
- (151022) Omas
- (151023) Putinza
- (151024) Quinches
- (151025) Quinocay
- (151026) San Joaquín
- (151027) San Pedro de Pilas
- (151028) Tanta
- (151029) Tauripampa
- (151030) Tomas
- (151031) Tupe
- (151032) Viñac
- (151033) Vitis
- (151001) Yauyos, hoofdplaats van de provincie

Barranca · Cajatambo · Cañete · Canta · Huaral · Huarochirí · Huaura · Oyón · Yauyos